# Aurora Alquinta
Aurora Alquinta Monsalve (* Buenos Aires, Argentina, 1975)  es una música argentina, que participó como integrante de Los Jaivas, una importante banda de música popular chilena, hija del guitarrista y vocalista Gato Alquinta, y hermana de Moisés y media hermana de Ankatu Alquinta y Eloy.
Aurora Alquinta es hija del segundo matrimonio de Gato Alquinta, con Mónica Monsalve. Muchos, incluidos sus hermanos, la sindican como la "regalona" (favorita) de Gato; de hecho, él le escribió la letra de "Alegría de mi Amor" (canción que aparece en Arrebol), orgulloso de su rendimiento escolar.
Se crio en Francia, pero tiene nacionalidad argentina. Su acercamiento con la música comenzó en 1992, cuando, interesada en la música afrocubana, forma Yemaya La Banda, de la cual se convierte en vocalista principal. El papel en este grupo le permite explorar aspectos de las raíces latinoamericanas e interiorizarse en los estilos musicales y culturales propios del continente del cual provenían sus padres. Cuenta con estudios de etnología latinoamericana, especializándose en pueblos aborígenes chilenos. En Francia, además, ha participado en diversas obras musicales, incluyendo Sol Negro, donde explora la música afroperuana e In Tempo Rubato, donde trabaja como parte de la compañía El Aleph.
En febrero de 2003 se hizo conocida en Chile al tomar el rol de su padre como voz solista de Los Jaivas; entrando junto con sus hermanos Eloy y Ankatu a "reemplazarlo" en la conocida gira llamada Gato Presente, en la que recorrieron una buena parte del país agradeciendo las enormes muestras de cariño recibidas a raíz de la muerte de Gato. Esta gira incluyó un multitudinario concierto en el Estadio Nacional de Santiago y conciertos en el extranjero. En agosto del mismo año, después de un último concierto en Sídney, Australia, Aurora anunció que "deja de cantar en Los Jaivas", tomándose un receso "debido a un estado depresivo". En ese momento declaró que al asumir la voz de Los Jaivas sentía que "en ese momento me la podía. Estaba anestesiada por el dolor y ahora como que estoy sintiendo más cosas." La voz de Los Jaivas fue tomada por Mario Mutis y Carlos Cabezas, dividiendo roles en el escenario.
En 2004 debió volver a Chile, asistiendo a los funerales de su hermano Eloy, que falleció trágicamente ese año. Como para demostrar que nunca hubo una desvinculación total con la banda, Aurora se unió a Los Jaivas en la gira europea de las Alturas de Machu Picchu, realizada en ese año. El 10 de junio de 2005 el sitio web de Los Jaivas comunicó con alegría el nacimiento del segundo hijo de Aurora, Cristóbal. Aurora regresó a Chile en enero de 2007, cuando la obra en la que ella participaba, In Tempo Rubato se presentó en el festival de teatro "Santiago a Mil".

## Enlaces
- Theatreonline: Aurora Alquinta
- Cooperativa.cl: Aurora Alquinta será vocalista de Los Jaivas (enlace roto disponible en Internet Archive; véase el historial, la primera versión y la última).

- Datos: Q5712073